# Мікель Комалада
Мікель Комалада ( XV - XVI ст.) був каталонським письменником і релігійним діячем. Був монахом у монастирі Сант Жероні в Барселоні.  Вважається автором праці "Дезидерій або стежка до любові Божої" (Espill de la vida religiosa), опублікованої в 1515 році . 
Цей твір, що був написаний у символічному тоні, є важливим прикладом руху, відомого як Devotio Moderna, який значною мірою розвинувся з XVI століття. Медитація, заснована на спогляданні євангельських текстів, була замінена методичною молитвою та психологічними засобами. Книга має стару структуру, на яку вплинули твори Рамона Люля і в якій помітні ознаки нової духовності.
Твір складається з двох частин, які доповнюють одна одну. У першій частині розробляється тема віровчення та умов містичного споглядання. Друга частина складається з компендіуму про споглядальну молитву. Мова твору проста, використовується засіб діалогу чим утримується увага і інтерес читачів. У 16 і 17 століттях були зроблені переклади на кілька мов, таких як німецька, італійська, іспанська, португальська, латинська, а також польська і українська, переклад Касіяна Саковича з якої на жаль не зберігся. 